# The Stranger (pel·lícula de 2014)
The Stranger és una pel·lícula de terror-thriller xilena del 2014 dirigida per Guillermo Amoedo i protagonitzada per Cristóbal Tapia Montt, Ariel Levy, Lorenza Izzo i Nicolás Durán. És la tercera pel·lícula del projecte Chilewood de Sobras International Pictures. Montt interpreta un vagabund que entra a una petita ciutat, buscant informació sobre la seva dona separada.

## Argument
Martin, un vagabund, arriba a un petit poble a la recerca d'una dona anomenada Ana. En Peter, un adolescent, el dirigeix a un cementiri on està enterrada l'Ana. Mentre Martin plora la seva mort i recorda el seu passat, s'enfronta a tres esbirros liderats per Caleb, que amenacen de matar-lo. Martin els desafia a fer-ho, però en Peter els interromp i intenta aturar l'atac. Tanmateix, en Caleb apunyala en Martin i el deixen per mort a una rasa. Peter rebutja el tinent De Luca, que es revela que és el pare de Caleb, i s'enfronten a Caleb. Caleb reclama defensa pròpia, però De Luca el titlla de mentider i li ordena que encobreixi el crim. Desconegut per ells, Peter és testimoni de tot. Després que De Luca se'n va, Peter troba en Martin encara viu i el porta a casa.
Peter convenç la seva mare reticent, Monica, perquè ajudi en Martin, però aquest rebutja els primers auxilis, al·legant que la seva sang és contagiosa. Martin els pregunta més sobre l'Ana i s'assabenta que es va suïcidar després de donar a llum. Martin desapareix, i quan De Luca torna a enterrar el cos de Martin, el troba desaparegut i sospita de Peter. Envia en Caleb a fer front a la situació, però Caleb colpeja en Peter quan insisteix que no sap el parador d'en Martin. Martin torna i mata els amics d'en Caleb, després l’incendia. De Luca interroga en Peter, que admet haver mogut el cos de Martin, però De Luca inicialment no creu que Martin hagi pogut sobreviure a les seves ferides. No obstant això, identifica a Martin com l'atacant del seu fill, i comença una caça humana.
Després d'emborratxar-se, De Luca torna a trobar-se amb Peter i el porta a un lloc segur. Allà, De Luca continua l'interrogatori i incendia en Peter quan continua insistint que no sap res de Martin. Després de deixar inconscient a De Luca, Martin rescata en Peter i el porta de tornada a casa de la Mònica. Mentre truca a una ambulància, Martin recita una benedicció llatina i frega la seva sang a Peter. Més tard, a l'hospital, Peter es recupera miraculosament i és donat d'alta. Quan la Mònica i en Peter fugen de la ciutat, la policia captura en Martin. De Luca atura l'autobús en què han pujat en Peter i la Mònica, els segresta i els obliga a revelar com es va curar en Peter. Fa que la Monica, una infermera, li faci una transfusió de Martin a Caleb. Martin li demana que no ho faci i insisteix que la seva sang s'ha de ferir per evitar la infecció, però De Luca no li fa cas.
Caleb encara que es cura amb la sang d'en Martin, s'infecta i mata la Monica abans de sortir de l'hospital amb el seu pare. La policia va a casa de De Luca per interrogar-lo, però ell es nega a sortir. Van assaltar la casa. Peter va a la presó per alliberar Martin, però descobreix que Martin és incapaç de ressuscitar els morts. Tanmateix, Martin exigeix que detinguin a Caleb. Quan Martin arriba a casa de De Luca, troba De Luca i Caleb desapareguts, i tots els agents de policia, excepte el cap, estan morts. Martin mata el cap de policia ferit, revelant que també s'ha infectat. Corren darrere de Caleb, i De Luca xoca el seu cotxe. En l'accident resultant, Peter queda ferit i accidentalment s'infecta quan entra en contacte amb la sang d'en Martin. Martin el lliga a un arbre i el deixa. En la trobada, De Luca és assassinat.
Un motorista que passa amb un gos allibera en Peter. Martin troba i s'enfronta a Caleb, però és dominat per Caleb, que ha matat i s'ha alimentat d'una noia. En Peter arriba, amb la cara sagnant i bruta per menjar, i arrossega en Caleb a la llum del sol, protegit per roba gruixuda. Caleb es desintegra en exposar-se al sol. Aleshores, Martin li revela a Peter que ell i l'Ana són els veritables pares d'en Peter, i que la Monica el va adoptar després del suïcidi d'Ana. Martin li diu a Peter que sigui més fort que la seva mare i li demana que el deixi morir al sol. Quan en Peter se'n va, es revela que es va alimentar del gos de companyia del motorista, a qui deixa sortir del seu cotxe. Aleshores s'allunya.

## Repartiment
- Cristobal Tapia Montt com a Martín
- Nicolás Durán com a Peter
- Lorenza Izzo com a Ana
- Luis Gnecco com el tinent De Luca
- Ariel Levy com a Caleb
- Alessandra Guerzoni com a Mònica
- Aaron Burns com a oficial Harris
- John Allan com a cap de policia
- Eric Kleinsteuber com a amic de Caleb
- Sally Rose com a infermera Sonia
- Pablo Vila com el Doctor Hill
- Manuel Márquez com a Jack

## Producció
El rodatge va tenir lloc a Xile i va incloure finançament del govern xilè.

## Estrenae
El setembre de 2014, The Stranger es va estrenar al 2014 Fantastic Fest Film Festival. El gener de 2015 IFC Midnight va adquirir els drets de distribució per als Estats Units.

## Recepcó
The Stranger va guanyar el premi "Blood Window" al XLVII Festival Internacional de Cinema Fantàstic de Catalunya. Rotten Tomatoes, un agregador de ressenyes, informa que el 27% dels 11 crítics enquestats van donar la pel·lícula té una crítica positiva; la mitjana és de 4/10. Metacritic l'ha puntuat 32/100 basant-se en sis ressenyes. Frank Scheck de The Hollywood Reporter la va anomenar "una pel·lícula de vampirs amb ullal sense vida" que evita els tòpics tradicionals però descendeix en un melodrama poc interessant. Maitland McDonagh de Film Journal International va escriure que no agradarà ni als fans de Crepuscle ni als fanàtics del terror incondicional, però és "admirablement inquietant i notablement restringida". Andy Webster de The New York Times va qüestionar si la violència no original de la pel·lícula té una moral, però va elogiar l'actuació de la pel·lícula i la direcció. Robert Abele de Los Angeles Times va escriure que "sembla una obra d'aficionat a gravitas, insuportable per escenes degudament pesades i diàlegs maldestres". Patrick Cooper de Bloody Disgusting la va puntuar amb 1/5 estrelles i la va qualificar de pel·lícula "totalment oblidable" que no aconsegueix captar el públic. Drew Tinnin de Dread Central la va puntuar amb 2,5/5 estrelles i va escriure que la pel·lícula "està plena de tanta desesperació que no pot evitar ser depriment fins i tot amb alguns temes edificants sobre el sacrifici i els vincles familiars".